# El último caballo
El último caballo es una película española dirigida, escrita y producida por Edgar Neville en 1950.

## Características
Esta película se considera como el primer manifiesto ecologista del cine español, un canto de rebeldía en pleno y duro franquismo. Una vez más la férrea censura del régimen es socavada desde los sutiles cimientos del humor. Sin sexo, ni ideologías perversas, sino nada más y nada menos que con un retrato de la sociedad española desde la cruel ironía.
La película, rodada en 1950, comienza con unas imágenes de la Gran Vía madrileña sumida en un caos de tráfico, imagen casi impensable para un tiempo de autarquía y miseria económica. 
Cuando finalizan los títulos de crédito, a modo de antítesis, muestra un magnífico y relajante “skyline” de las torres conventuales de Alcalá de Henares, población tranquila y recoleta, sin coches, resguardada entre cerros, sumida en la paz y el silencio, solo roto por el sonido estridente de un cornetín. 
Entonces la cámara realiza un barrido panorámico por la ciudad hasta adentrarse en el patio principal del Cuartel del Príncipe. Allí un alto mando del ejército notifica a la tropa que esa arma de caballería pasará a ser, a partir del día siguiente, unidad motorizada y que caballos y soldados van a licenciarse a un mismo tiempo. 
Fernando Fernán Gómez, que encarna el papel de recluta, se resiste a abandonar a su mala suerte a “Bucéfalo”, el caballo con el que ha compartido desventuras durante demasiados meses; no puede soportar la idea de que lo conviertan en carne de cañón y lo destripen en cualquier plaza de toros. Es entonces cuando renuncia a proyectos de boda y, entre el caballo y la novia, opta por la compra del caballo. A lomos de “Bucéfalo” sale ufano por la Puerta de Madrid camino de la capital.

## Sinopsis
Fernando, el protagonista, termina el servicio militar en el arma de caballería y decide comprar el caballo que ha sido su compañero durante todo ese tiempo, Bucéfalo. Pero vivir con él en Madrid se convertirá en un grave problema. La ciudad que conoció ya no es la misma. No encontrará cuadras donde dejarlo, ni condiciones para mantenerlo en la capital. A ello se suma la oposición de toda su familia, singularmente su suegra y su novia.

## Reparto
- Fernando Fernán Gómez: Fernando
- Conchita Montes:  Isabel
- José Luis Ozores: Simón, el bombero
- Mary Lamar
- Julia Lajos
- Fernando Aguirre
- Manuel Arbó
- Manuel Aguilera: Señor Manzano
- Julia Caba Alba: Julia
- María Cañete: Doña Magdalena
- Benito Cobeña
- Casimiro Hurtado: Guardia
- Manuel de Juan: Don Manuel
- Arturo Marín
- Manuel Miranda

## Localizaciones de rodaje
Edgar Neville rodó en exteriores de Alcalá de Henares y de Madrid.

## Premios
Sexta edición de las Medallas del Círculo de Escritores Cinematográficos
| Categoría                | Nominación            | Resultado |
| ------------------------ | --------------------- | --------- |
| Mejor argumento original | Edgar Neville         | Ganador   |
| Mejor actor principal    | Fernando Fernán Gómez | Ganador   |